# خلية منوية
الخلايا النطفيَّة أو الخلايا المنوية هي نوع من الخلايا العرسية الذكرية لدى الحيوانات. تُشتق من خلايا جنسية غير ناضجة تسمى بزرات النطاف. توجد في الخصى، ضمن بنى تعرف باسم النبيبات الناقلة للمني. هناك نوعان من الخلايا المنوية، الخلايا المنوية الأولية والثانوية. تتشكل الخلايا المنوية الأولية والثانوية من خلال عملية تسمى تكون الخلايا المنوية.
الخلايا المنوية الأولية هي خلايا ثنائية الصيغة الصبغية (2 إن). بعد الانقسام المنصف الأول، تتكون خليتان منويتان ثانويتان. الخلايا المنوية الثانوية هي خلايا أحادية الصيغة الصبغية (إن) تحتوي على نصف عدد الكروموسومات.
في جميع الحيوانات، تنتج الذكور الخلايا المنوية، حتى الكائنات الخناث مثل الربداء الرشيقة، والتي توجد كذكر أو خنثى. في الربداء الرشيقة الخنثى، يتم إنتاج الحيوانات المنوية أولًا ثم تُخزن في الكيس المنوي. بمجرد تكون البويضات، تصبح قادرة على التخصيب الذاتي وإنتاج نحو 350 ذرية.

## التطور

### دور الهرمونات
يبدأ تكون الخلايا المنوية الأولية لدى البشر عندما ينضج الذكر جنسيًا، أي في سن البلوغ (10-14 عامًا). تبدأ العملية نتيجة الاندفاعات النبضية للهرمون المطلق لموجهة الغدد التناسلية من منطقة ما تحت المهاد، ما يؤدي إلى إفراز الهرمون المنشط للحوصلة (إف إس إتش) والهرمون المنشط للجسم الأصفر (إل إتش) المنتجين من الغدة النخامية الأمامية. يعزز تحرر إف إس إتش في الخصيتين تكون الحيوانات المنوية ويؤدي إلى تشكل خلايا سيرتولي، التي تعمل كخلايا حاضنة حيث تنضج الطلائع المنوية بعد الانقسام المنصف الثاني. يعزز إل إتش إفراز هرمون التستوستيرون من قبل الخلايا البينية في الخصيتين والدم، ما يحفز تكون الحيوانات المنوية ويساعد على تطور الخصائص الجنسية الثانوية. من هذه النقطة فصاعدًا، يحفز إفراز إف إس إتش وإل إتش (تحفيز إنتاج هرمون التستوستيرون) تكون الخلايا المنوية حتى يموت الذكر. لا تؤثر زيادة هذه الهرمونات لدى الذكور على معدل تكون الحيوانات المنوية. مع ذلك، مع تقدم العمر، ينخفض معدل الإنتاج، حتى عندما تكون كمية الهرمون المفرزة ثابتة؛ يُعزى ذلك إلى ارتفاع معدلات تنكس الخلايا الجنسية خلال الطور التمهيدي من الانقسام المنصف.

## الفسيولوجيا

### الضرر والإصلاح والفشل
تتغلب الخلايا المنوية على حوادث انفصال السلاسل المزدوجة وأضرار الدنا (الحمض النووي الريبوزي منقوص الأكسجين) الأخرى في مرحلة الطور التمهيدي من الانقسام المنصف. قد تنشأ هذه الأضرار عن النشاط المبرمج لإس بّي أوه 11، وهو إنزيم مستخدم في إعادة التركيب النصفي، وأيضًا عن طريق الانفصالات غير المبرمجة في الدنا، مثل تلك التي تسببها الجذور الحرة المؤكسدة الناتجة عن عملية الأيض الطبيعية. يتم إصلاح هذه الأضرار عن طريق مسارات التأشيب المتماثل واستخدام بروتيني آر إيه دي 1 وغاما إتش 2 إيه إكس، اللذين يتعرفان على السلاسل المنفصلة ويعدلان الكروماتين، على التوالي. نتيجةً لذلك، لا يؤدي انفصال السلاسل المزدوجة في الخلايا التي تخضع للانقسام المنصف إلى الاستماتة أو الموت الخلوي، على عكس الخلايا التي تخضع للانقسام المتساوي. يحدث الإصلاح التأشبي المتماثل للسلاسل المزدوجة المنفصلة لدى الفئران خلال مراحل متتابعة من عملية تكون الحيوانات المنوية، ولكنه يكون أكثر بروزًا في الخلايا المنوية. في الخلايا المنوية، تحدث عمليات الإصلاح التأشبي المتماثل بشكل أساسي في طور التثخن في الانقسام المنصف ويكون نمط تحويل المورث في الإصلاح التأشبي المتماثل هو السائد، بينما في المراحل الأخرى من عملية تكون الحيوانات المنوية، يكون نمط الانتقال المتبادل في الإصلاح التأشبي المتماثل أكثر تواترًا. أثناء تكون الحيوانات المنوية لدى الفأر، يكون تواتر حدوث الطفرات الخلوية في المراحل المختلفة، بما في ذلك الخلايا المنوية المتثخنة، أقل بـ5-10 أضعاف من تواتر الطفرات في الخلايا الجسدية. بسبب قدرتها العالية على إصلاح الدنا، يُحتمل أن تلعب الخلايا المنوية دورًا مركزيًا في الحفاظ على هذه المعدلات المنخفضة من الطفرات، وبذلك، الحفاظ على السلامة الجينية للخط الجنسي الذكري.

## التاريخ
تم توضيح عملية تكون الحيوانات المنوية على مر السنين من قبل الباحثين الذين قسموا العملية إلى مراحل أو أطوار متعددة، اعتمادًا على العوامل الداخلية (الخلايا الجنسية وخلايا سيرتولي) والعوامل الخارجية (إف إس إتش وإل إتش). تمت دراسة وتوثيق عملية تكون الحيوانات المنوية لدى الثدييات ككل بشكل جيد، بما في ذلك التحول الخلوي والانقسام المتساوي والانقسام المنصف، من الخمسينيات إلى الثمانينيات من القرن العشرين. مع ذلك، ركز الباحثون خلال تسعينيات القرن العشرين والعقد الأول من القرن الحادي والعشرين على فهم تنظيم عملية تكون الحيوانات المنوية عبر الجينات والبروتينات ومسارات التأشير والآليات الكيميائية الحيوية والجزيئية المشاركة في هذه العمليات. في الآونة الأخيرة، أصبحت التأثيرات البيئية على عملية تكون الحيوانات المنوية موضع تركيز مع زيادة انتشار حالات العقم عند الرجال.
كانت إحدى الاكتشافات الهامة في عملية تكون الحيوانات المنوية هي تحديد الدورة الظهارية المنوية لدى الثدييات -ضمن بحوثات كل من سي. بّي. ليبلاوند وواي. كليرمونت في عام 1952 التي شملت دراسة برزات النطاف وطبقات الخلايا المنوية والطلائع المنوية في النبيبات الناقلة للمني لدى للفئران. من الاكتشافات الهامة الأخرى سلسلة هرمونات ما تحت المهاد-الغدة النخامية-الخصية، والتي تلعب دورًا في تنظيم عملية تكون الحيوانات المنوية؛ دُرست هذه السلسلة من قبل آر. إم. شارب في عام 1994.

## حيوانات أخرى
الأهداب الأولية هي عضيات شائعة توجد لدى حقيقيات النوى. تلعب دورًا مهمًا في نمو الحيوانات. تتمتع ذبابة الهمجة بخصائص فريدة في أهدابها الأولية ضمن الخلايا المنوية -إذ تتجمع بواسطة أربعة مريكزات بشكل مستقل في طور النمو الثاني وهي حساسة للأدوية التي تستهدف الأنيبيبات الدقيقة. عادةً، تتطور الأهداب الأولية من مريكز واحد في طور السكون/النمو الأول ولا تتأثر بالأدوية التي تستهدف الأنيبيبات الدقيقة.